# Musaranho-do-pântano
O musaranho-do-pântano (Sorex bendirii), também conhecido como musaranho-d'água-do-pacífico, musaranho-d'água-de-Bendire, musaranho-de-Bendire e musaranho-de-Jesus, é o maior membro norte-americano do gênero Sorex (musaranho). Coberto principalmente de pelagem marrom-escura, é encontrado próximo a habitats aquáticos ao longo da costa do Pacífico, do sul da Colúmbia Britânica ao norte da Califórnia. Com o ar preso em sua pelagem para flutuabilidade, os musaranhos-do-pântano podem correr de três a cinco segundos sobre a água. Ele mede cerca de 16 cm de comprimento, incluindo uma cauda de 7 centímetros de comprimento, e pesa em média 14,5-16 g. A dieta do musaranho-do-pântano consiste principalmente de invertebrados, que ele caça em terra e na água. Eles são raros; acredita-se que suas populações estejam em declínio e são considerados ameaçados de extinção em partes de sua área de distribuição.

## Descrição

Crânio de musaranho-do-pântano (vista lateral).

O musaranho-do-pântano é o maior membro do gênero Sorex na América do Norte, e o mamalogista David Nagorsen o descreveu como “um mamífero atraente”. Sua pelagem é predominantemente marrom-escura e ele tem uma cauda longa. Embora a pelagem do musaranho-do-pântano seja geralmente escura e uniforme no dorso e no abdômen, a pelagem abdominal das populações (S. b. albiventer) na Península Olímpica pode ser branca. O musaranho-do-pântano mede cerca de 16 cm de comprimento, incluindo uma cauda de 7 centímetros de comprimento, e pesa cerca de 14,5-16 g. Suas patas traseiras, ligeiramente franjadas com pelos grossos nos dedos, medem cerca de 19,2 mm.
Embora em algumas áreas o musaranho-do-pântano seja simpátrico com outros membros do gênero Sorex, nenhum outro musaranho grande, aveludado e cinza-preto compartilha essa faixa geográfica. Seu tamanho o distingue de todos os outros, exceto do musaranho-d'água americano (Sorex palustris). Embora o musaranho-do-pântano e o musaranho-d'água americano (os dois maiores musaranhos da América do Norte) compartilhem algumas características, o musaranho-d'água americano tem mais pelos cinza-escuros a pretos no dorso, barriga cinza-prateada e cauda bicolor e os pelos com franjas do musaranho-do-pântano são mais distintos. O musaranho-d'água americano tem um crânio menor, sem a curvatura característica do musaranho-do-pântano, e seus incisivos superiores têm dentes mediais menos distintos. O musaranho-do-pântano normalmente tem um focinho mais longo do que o do musaranho-d'água americano, que é mais aerodinâmico quando visto de lado.
O crânio do musaranho-do-pântano é relativamente grande e o comprimento condilobasal do crânio é geralmente maior que 19,3 mm. Há uma curva distinta inclinada para baixo ao longo do focinho. Sua fórmula dentária é composta por incisivos: 1/1; unicúspides: 5/1; pré-molares: 1/1; molares: 3/3. Dos cinco unicúspides superiores, o terceiro é nitidamente menor do que o quarto, e eles têm uma crista pigmentada que se estende até o cíngulo. Há um grande dente medial no grande incisivo superior, na região pigmentada anterior. Acredita-se que a pigmentação avermelhada do esmalte, resultado de depósitos de ferro, seja uma adaptação que fortalece o esmalte.
Não há vestígios fósseis conhecidos. O número somático do cariótipo do musaranho-do-pântano é 2n = 54 e seu número fundamental = 70.

## Taxonomia e nomenclatura
Foi descrito pela primeira vez na literatura científica em 1884 por Clinton Hart Merriam com seu nome original, Atophyrax bendirii (um táxon monotípico na época). O primeiro espécime foi obtido a 29 km a sudeste de Fort Klamath [en], no condado de Klamath, Oregon, em um local a 1,6 km do Rio Williamson [en]. Merriam obteve o espécime de Charles Bendire [en], um ornitólogo e capitão do exército em Fort Klamath. O musaranho foi capturado no final de julho ou início de agosto por um dos cães do acampamento e um soldado o entregou a Bendire. Merriam deu-lhe o nome de musaranho-de-Bendire (Atophyrax bendirii) em agradecimento à contribuição de Bendire. Merriam relatou que o animal representava um novo gênero, Atophyrax, derivado do grego e significando “sorex anômalo”. O musaranho-do-pântano foi posteriormente reclassificado no gênero Sorex.

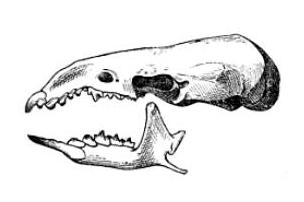
Musaranho S. b. palmeri; representação do crânio do espécime de Merriam, 1895

O musaranho-do-pântano e o musaranho-d'água americano (Sorex palustris) compartilham muitas características físicas. O primeiro é encontrado em uma área mais estreita da costa noroeste até as encostas mais baixas das montanhas do interior. O musaranho-d'água americano é mais amplamente distribuído pelas montanhas do oeste e pelas regiões subárticas do Canadá e do leste dos EUA. As áreas de distribuição das espécies são principalmente alopátricas; embora possam se sobrepor (simpatria) nas regiões costeiras do noroeste do Pacífico, as diferenças de elevação tendem a separá-las. Os primeiros taxonomistas colocaram esses mamíferos em subgêneros separados; Merriam atribuiu o musaranho-do-pântano a Atophyrax e Jackson atribuiu o musaranho-d'água-do-Pacífico a Neosorex. Uma relação mais próxima, baseada na dentição, foi atribuída por Findley, com ambas as espécies atribuídas ao subgênero Otisorex. Findley levantou a hipótese de que, no início do Pleistoceno, os ancestrais dos musaranhos Sorex cinereus [en] e Sorex vagrans [en] divergiram; durante o interglacial de Yarmouth, o musaranho-d'água americano e o musaranho-do-pântano divergiram de seus ancestrais Sorex vagrans. Três outras espécies de Sorex evoluíram durante o estágio Sangamoniano: o musaranho-anão [en] (S. nanus), o musaranho-do-sudeste [en] (Sorex longirostris) e o musaranho-ornamentado [en] (Sorex ornatus). A atribuição de Findley do musaranho-do-pântano e do musaranho-d'água americano ao Otisorex foi posteriormente reforçada por estudos bioquímicos e genéticos. Em 2005, foram publicadas descobertas (com base na análise do DNA mitocondrial) que definiram melhor a natureza das relações entre os musaranhos-do-pântano, os musaranhos-d'água e suas respectivas subespécies. As variações no sequenciamento do DNA mitocondrial do citocromo b foram avaliadas, e os resultados da filogenia de 2005 para o musaranho-do-pântano são mostrados abaixo em detalhes:

|  | TK75014 |
|  |         |
|  | TK75011 |
|  |         |

|  | AF238031 |
|  |          |
|  | AF238032 |
|  |          |

|  | TK55976 |
|  |         |
|  | TK55975 |
|  |         |

|  | AF238031 |
|  |          |
|  | AF238032 |
|  |          |

|  | TK55976 |
|  |         |
|  | TK55975 |
|  |         |

|  | TK75014 |
|  |         |
|  | TK75011 |
|  |         |

|  | AF238031 |
|  |          |
|  | AF238032 |
|  |          |

|  | TK55976 |
|  |         |
|  | TK55975 |
|  |         |

|  | AF238031 |
|  |          |
|  | AF238032 |
|  |          |

|  | TK55976 |
|  |         |
|  | TK55975 |
|  |         |

|  | S. p. navigator                                                                                     |
|  | |
|  | \| \| S. p. navigator \| \| \| \| \| \| S. p. brooksi \| \| \| \| \| \| S. p. navigator \| \| \| \| |
|  | |
|  | S. p. navigator                                                                                     |
|  | |
|  | S. p. brooksi                                                                                       |
|  | |
|  | S. p. navigator                                                                                     |
|  | |

|  | S. p. navigator |
|  |                 |
|  | S. p. brooksi   |
|  |                 |
|  | S. p. navigator |
|  |                 |

|  | TK75014 |
|  |         |
|  | TK75011 |
|  |         |

|  | AF238031 |
|  |          |
|  | AF238032 |
|  |          |

|  | TK55976 |
|  |         |
|  | TK55975 |
|  |         |

|  | AF238031 |
|  |          |
|  | AF238032 |
|  |          |

|  | TK55976 |
|  |         |
|  | TK55975 |
|  |         |

|  | TK75014 |
|  |         |
|  | TK75011 |
|  |         |

|  | AF238031 |
|  |          |
|  | AF238032 |
|  |          |

|  | TK55976 |
|  |         |
|  | TK55975 |
|  |         |

|  | AF238031 |
|  |          |
|  | AF238032 |
|  |          |

|  | TK55976 |
|  |         |
|  | TK55975 |
|  |         |

|  | S. p. navigator                                                                                     |
|  | |
|  | \| \| S. p. navigator \| \| \| \| \| \| S. p. brooksi \| \| \| \| \| \| S. p. navigator \| \| \| \| |
|  | |
|  | S. p. navigator                                                                                     |
|  | |
|  | S. p. brooksi                                                                                       |
|  | |
|  | S. p. navigator                                                                                     |
|  | |

|  | S. p. navigator |
|  |                 |
|  | S. p. brooksi   |
|  |                 |
|  | S. p. navigator |
|  |                 |

|  | TK75014 |
|  |         |
|  | TK75011 |
|  |         |

|  | AF238031 |
|  |          |
|  | AF238032 |
|  |          |

|  | TK55976 |
|  |         |
|  | TK55975 |
|  |         |

|  | AF238031 |
|  |          |
|  | AF238032 |
|  |          |

|  | TK55976 |
|  |         |
|  | TK55975 |
|  |         |

|  | TK75014 |
|  |         |
|  | TK75011 |
|  |         |

|  | AF238031 |
|  |          |
|  | AF238032 |
|  |          |

|  | TK55976 |
|  |         |
|  | TK55975 |
|  |         |

|  | AF238031 |
|  |          |
|  | AF238032 |
|  |          |

|  | TK55976 |
|  |         |
|  | TK55975 |
|  |         |

|  | S. p. navigator                                                                                     |
|  | |
|  | \| \| S. p. navigator \| \| \| \| \| \| S. p. brooksi \| \| \| \| \| \| S. p. navigator \| \| \| \| |
|  | |
|  | S. p. navigator                                                                                     |
|  | |
|  | S. p. brooksi                                                                                       |
|  | |
|  | S. p. navigator                                                                                     |
|  | |

|  | S. p. navigator |
|  |                 |
|  | S. p. brooksi   |
|  |                 |
|  | S. p. navigator |
|  |                 |

|  | TK75014 |
|  |         |
|  | TK75011 |
|  |         |

|  | AF238031 |
|  |          |
|  | AF238032 |
|  |          |

|  | TK55976 |
|  |         |
|  | TK55975 |
|  |         |

|  | AF238031 |
|  |          |
|  | AF238032 |
|  |          |

|  | TK55976 |
|  |         |
|  | TK55975 |
|  |         |

|  | TK75014 |
|  |         |
|  | TK75011 |
|  |         |

|  | AF238031 |
|  |          |
|  | AF238032 |
|  |          |

|  | TK55976 |
|  |         |
|  | TK55975 |
|  |         |

|  | AF238031 |
|  |          |
|  | AF238032 |
|  |          |

|  | TK55976 |
|  |         |
|  | TK55975 |
|  |         |

|  | S. p. navigator                                                                                     |
|  | |
|  | \| \| S. p. navigator \| \| \| \| \| \| S. p. brooksi \| \| \| \| \| \| S. p. navigator \| \| \| \| |
|  | |
|  | S. p. navigator                                                                                     |
|  | |
|  | S. p. brooksi                                                                                       |
|  | |
|  | S. p. navigator                                                                                     |
|  | |

|  | S. p. navigator |
|  |                 |
|  | S. p. brooksi   |
|  |                 |
|  | S. p. navigator |
|  |                 |

|  | TK75014 |
|  |         |
|  | TK75011 |
|  |         |

|  | AF238031 |
|  |          |
|  | AF238032 |
|  |          |

|  | TK55976 |
|  |         |
|  | TK55975 |
|  |         |

|  | AF238031 |
|  |          |
|  | AF238032 |
|  |          |

|  | TK55976 |
|  |         |
|  | TK55975 |
|  |         |

|  | TK75014 |
|  |         |
|  | TK75011 |
|  |         |

|  | AF238031 |
|  |          |
|  | AF238032 |
|  |          |

|  | TK55976 |
|  |         |
|  | TK55975 |
|  |         |

|  | AF238031 |
|  |          |
|  | AF238032 |
|  |          |

|  | TK55976 |
|  |         |
|  | TK55975 |
|  |         |

|  | S. p. navigator                                                                                     |
|  | |
|  | \| \| S. p. navigator \| \| \| \| \| \| S. p. brooksi \| \| \| \| \| \| S. p. navigator \| \| \| \| |
|  | |
|  | S. p. navigator                                                                                     |
|  | |
|  | S. p. brooksi                                                                                       |
|  | |
|  | S. p. navigator                                                                                     |
|  | |

|  | S. p. navigator |
|  |                 |
|  | S. p. brooksi   |
|  |                 |
|  | S. p. navigator |
|  |                 |

|  | TK75014 |
|  |         |
|  | TK75011 |
|  |         |

|  | AF238031 |
|  |          |
|  | AF238032 |
|  |          |

|  | TK55976 |
|  |         |
|  | TK55975 |
|  |         |

|  | AF238031 |
|  |          |
|  | AF238032 |
|  |          |

|  | TK55976 |
|  |         |
|  | TK55975 |
|  |         |

|  | TK75014 |
|  |         |
|  | TK75011 |
|  |         |

|  | AF238031 |
|  |          |
|  | AF238032 |
|  |          |

|  | TK55976 |
|  |         |
|  | TK55975 |
|  |         |

|  | AF238031 |
|  |          |
|  | AF238032 |
|  |          |

|  | TK55976 |
|  |         |
|  | TK55975 |
|  |         |

|  | S. p. navigator                                                                                     |
|  | |
|  | \| \| S. p. navigator \| \| \| \| \| \| S. p. brooksi \| \| \| \| \| \| S. p. navigator \| \| \| \| |
|  | |
|  | S. p. navigator                                                                                     |
|  | |
|  | S. p. brooksi                                                                                       |
|  | |
|  | S. p. navigator                                                                                     |
|  | |

|  | S. p. navigator |
|  |                 |
|  | S. p. brooksi   |
|  |                 |
|  | S. p. navigator |
|  |                 |

|  | TK75014 |
|  |         |
|  | TK75011 |
|  |         |

|  | AF238031 |
|  |          |
|  | AF238032 |
|  |          |

|  | TK55976 |
|  |         |
|  | TK55975 |
|  |         |

|  | AF238031 |
|  |          |
|  | AF238032 |
|  |          |

|  | TK55976 |
|  |         |
|  | TK55975 |
|  |         |

|  | TK75014 |
|  |         |
|  | TK75011 |
|  |         |

|  | AF238031 |
|  |          |
|  | AF238032 |
|  |          |

|  | TK55976 |
|  |         |
|  | TK55975 |
|  |         |

|  | AF238031 |
|  |          |
|  | AF238032 |
|  |          |

|  | TK55976 |
|  |         |
|  | TK55975 |
|  |         |

|  | S. p. navigator                                                                                     |
|  | |
|  | \| \| S. p. navigator \| \| \| \| \| \| S. p. brooksi \| \| \| \| \| \| S. p. navigator \| \| \| \| |
|  | |
|  | S. p. navigator                                                                                     |
|  | |
|  | S. p. brooksi                                                                                       |
|  | |
|  | S. p. navigator                                                                                     |
|  | |

|  | S. p. navigator |
|  |                 |
|  | S. p. brooksi   |
|  |                 |
|  | S. p. navigator |
|  |                 |

|  | TK75014 |
|  |         |
|  | TK75011 |
|  |         |

|  | AF238031 |
|  |          |
|  | AF238032 |
|  |          |

|  | TK55976 |
|  |         |
|  | TK55975 |
|  |         |

|  | AF238031 |
|  |          |
|  | AF238032 |
|  |          |

|  | TK55976 |
|  |         |
|  | TK55975 |
|  |         |

|  | TK75014 |
|  |         |
|  | TK75011 |
|  |         |

|  | AF238031 |
|  |          |
|  | AF238032 |
|  |          |

|  | TK55976 |
|  |         |
|  | TK55975 |
|  |         |

|  | AF238031 |
|  |          |
|  | AF238032 |
|  |          |

|  | TK55976 |
|  |         |
|  | TK55975 |
|  |         |

|  | S. p. navigator                                                                                     |
|  | |
|  | \| \| S. p. navigator \| \| \| \| \| \| S. p. brooksi \| \| \| \| \| \| S. p. navigator \| \| \| \| |
|  | |
|  | S. p. navigator                                                                                     |
|  | |
|  | S. p. brooksi                                                                                       |
|  | |
|  | S. p. navigator                                                                                     |
|  | |

|  | S. p. navigator |
|  |                 |
|  | S. p. brooksi   |
|  |                 |
|  | S. p. navigator |
|  |                 |

### Subespécies
O musaranho-do-pântano tem três subespécies:
- S. bendirii albiventer (Merriam, 1895)
- S. bendirii bendirii (Merriam, 1884)
- S. bendirii palmeri (Merriam, 1895)

O S. b. albiventer é encontrado na Península Olímpica de Washington, o S. b. bendirii na Cordilheira das Cascatas e no sudoeste da Colúmbia Britânica e o S. b. palmeri na costa do Oregon. Historicamente, essas especificações têm se baseado em marcas de pelagem, formato do crânio e detalhes dentários de significado pouco claro, e sua validade é incerta.

## Distribuição e habitat

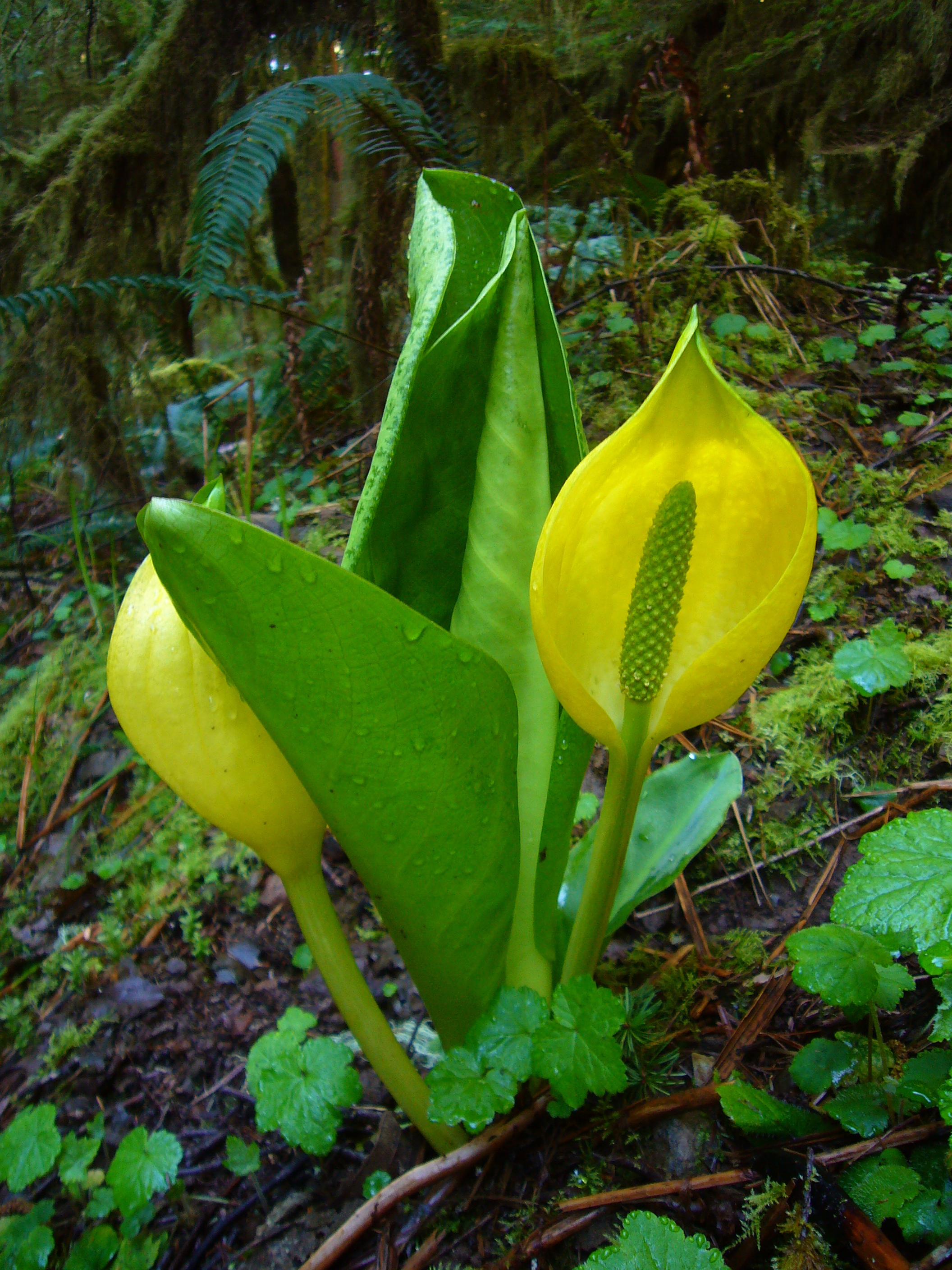
Os musaranhos-do-pântano geralmente vivem perto de pântanos com en.

A área geográfica do musaranho-do-pântano se estende do sudoeste da Colúmbia Britânica, ao longo das regiões ocidentais dos estados norte-americanos de Washington e Oregon e pelo noroeste da Califórnia até a área ao norte de São Francisco. A subespécie S. b. albiventer é encontrada na Península Olímpica. A subespécie S. b. palmeri é encontrada desde o oeste do Oregon (ao sul do Rio Columbia) até o extremo noroeste da Califórnia. O S. b. bendirii é encontrado na parte norte da área de distribuição (exceto na Península Olímpica) ao sul, ao longo da área oriental, até o restante da área na Califórnia. Na Colúmbia Britânica, os limites orientais são o Rio Vedder [en] e a comunidade de Agassiz [en], e os limites norte são as baixas elevações na costa norte da enseada Burrard [en].
Os musaranhos-do-pântano normalmente vivem em áreas úmidas (como pântanos), e seu habitat inclui um extenso dossel florestal e cobertura do solo de arbustos, troncos e detritos; eles também podem ser encontrados em zonas ripárias. Durante as estações frias e chuvosas, eles podem se deslocar até um quilômetro de áreas úmidas para habitats mais protegidos; esses habitats geralmente incluem florestas mistas de caducifólias ou coníferas com troncos derrubados e cobertura de superfície. Os musaranhos-do-pântano foram encontrados desde perto do nível do mar até 1.328 m de altura nas Cordilheira das Cascatas. Eles podem habitar florestas de amieiro-vermelho [en], bordo de folha grande, tsuga ou cedro vermelho, geralmente perto de pântanos com Lysichiton americanus [en]. Na Colúmbia Britânica, o musaranho-do-pântano é geralmente encontrado abaixo de 600 metros, mas foi coletado a 850 metros no Mount Seymour Provincial Park [en]. As autoridades ambientais da Colúmbia Britânica acreditam que os musaranhos-do-pântano são um dos pequenos mamíferos mais raros da província. Em 1992, Carlos Galindo-Leal e Gustavo Zuleta prenderam 1.000 pequenos mamíferos em 55 locais em uma grande área do sudoeste da Colúmbia Britânica; apenas 3 eram musaranhos-do-pântano.
Durante a primavera e o verão de 1983, biólogos do oeste do Oregon estudaram a distribuição de pequenos mamíferos (incluindo musaranhos-do-pântano) perto de córregos e ao longo das margens ribeirinhas de florestas de coníferas. A “margem ribeirinha” foi definida como pelo menos 15 a 20 m de um riacho. O rato-veadeiro foi capturado em maior número do que qualquer outro mamífero, representando cerca de 80% de todas as capturas. Dezesseis espécies foram capturadas, sendo que o musaranho-do-pântano representou menos de 2% dos mamíferos capturados neste estudo. Todos os musaranhos-do-pântano foram capturados ao lado do córrego e foram encontrados em todas as três idades de florestas de coníferas: floresta primária, floresta madura e floresta jovem.

## Comportamento e ecologia
O musaranho-do-pântano come invertebrados, incluindo aranhas, minhocas, percevejos, centopeias, cupins e outros artrópodes terrestres e aquáticos. Foi observado em cativeiro perseguindo e matando um peixe dourado, mas não o comendo. Por outro lado, o musaranho-d'água americano foi observado matando e comendo peixes. Um estudo do conteúdo gástrico de musaranhos-do-pântano no Oregon indicou que pelo menos 25% de sua dieta é aquática, incluindo larvas de insetos, lesmas e caracóis, ninfas de moscas e outros invertebrados não identificados. Outros pesquisadores relataram que sua dieta também pode incluir insetos aquáticos (besouros d'água e ninfas de moscas-das-pedras), moscas-das-gramíneas, besouros terrestres, aranhas, opoliões, centopeias, minhocas, lesmas e pequenos caracóis terrestres. O musaranho-do-pântano nada, dando mergulhos curtos em busca de alimento; seu focinho móvel, vibrissas e lábios são usados para encontrar e capturar presas subaquáticas. Antes de comer, ele retorna à terra. O ar preso em sua pelagem proporciona flutuabilidade e o musaranho-do-pântano pode correr por até 3 a 5 segundos na superfície da água. De acordo com o mamalogista Donald Pattie, eles podem “esculpir na superfície como besouros da família Gyrinidae”. O ar preso em sua pelagem lhe dá um brilho prateado. Em terra, sua perna dianteira e a perna traseira oposta se movem ao mesmo tempo.

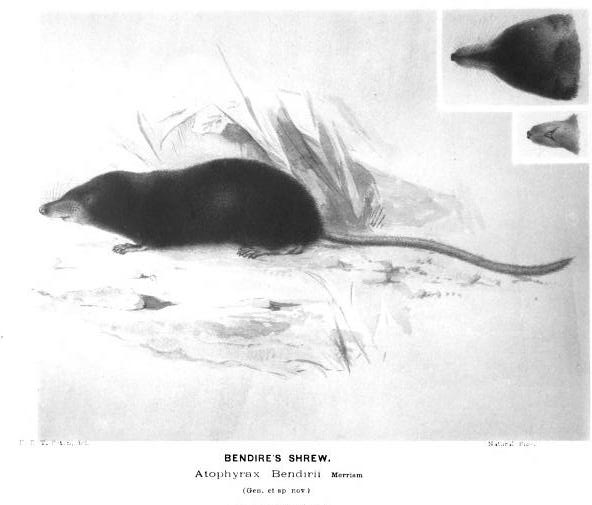
Musaranho-do-pântano da descrição original de Clinton Hart Merriam de 1884.

Ele é ativo durante todo o ano, principalmente à noite. A gestação dura cerca de três semanas e a fêmea tem uma ninhada de três ou quatro filhotes. Os ninhos na natureza, construídos com casca de árvore triturada, ficam em um túnel ou embaixo de um tronco. Os musaranhos-do-pântano normalmente vivem cerca de 18 meses, e acredita-se que os machos não atinjam a maturidade sexual durante o primeiro verão. Como sua vida útil é curta, eles aparentemente se reproduzem por apenas uma estação. Embora não existam dados de reprodução na Colúmbia Britânica, a estação de reprodução em outros lugares é do final de janeiro ao final de agosto; a maioria dos filhotes nasce em março. O número de ninhadas que uma fêmea cria é desconhecido.
O forte odor associado aos musaranhos-do-pântano (em comum com outros musaranhos de cauda longa) pode ser um meio de comunicação. Semelhante a outros musaranhos, eles têm visão fraca. Se um musaranho-do-pântano for colocado em um ambiente estranho (como ao longo de uma borda de uma superfície elevada), ele sairá correndo da borda e continuará correndo depois de aterrissar na superfície abaixo. Ao aterrissar na água, ele mergulha sob a superfície. Os musaranhos-do-pântano ficam facilmente presos em latas afundadas, possivelmente devido à sua incapacidade de ver onde as bordas das superfícies caem. Em cativeiro, eles vocalizam quando são deslocados ou brigam com outros animais em sua gaiola, gorjeando estridentemente se forem perturbados enquanto comem ou em um confronto por comida (como uma minhoca). Embora não se saiba ao certo se os musaranhos-do-pântano armazenam alimentos na natureza, em cativeiro eles guardam minhocas em um canto da gaiola para consumo posterior; nenhum outro item alimentar foi reservado dessa forma.
Os parasitas acarinos incluem os Glycyphagidae (Glycyphagus hypudaei e Orycteroxenus soricis); os Laelapidae [en] (Androlaelaps fahrenholzi [en], Echinonyssus obsoletus, Haemogamasus occidentalis e Haemogamasus reidi); os Listrophoridae [en] (Listrophorus mexicanus); os Myobiidae [en] (Amorphacarus hengererorum, Amorphacarus soricis, Protomyobia atophyracis e Protomyobia brevisetosa) e os Pygmephoridae (Pygmephorus horridus e Pygmephorus whitakeri). Os prováveis predadores incluem corujas, peixes e a salamandra gigante do Pacífico.

## Interação com seres humanos

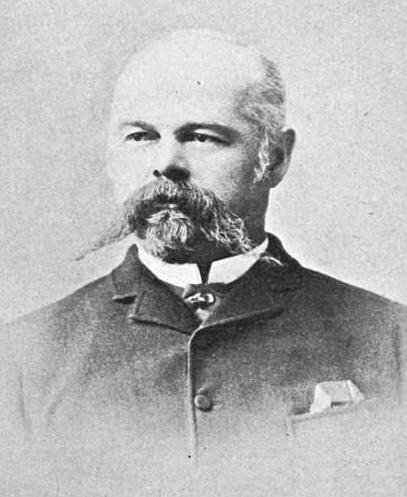
en, que deu nome ao musaranho-do-pântano.

Antes da pesquisa de Donald Pattie no final da década de 1960, quando sua equipe estudou os musaranhos-do-pântano em cativeiro, pouco se sabia sobre seu comportamento. Antes disso, a maioria das informações sobre o musaranho-do-pântano era proveniente de anotações sobre o habitat do mamífero e informações sobre como capturá-lo. Suas descrições na literatura eram em grande parte derivadas do exame de espécimes de museus.

## Status de conservação
Os musaranhos-do-pântano estão listados como “Ameaçados de extinção” pelo Comitê sobre o Status da Vida Selvagem Ameaçada de Extinção no Canadá [en] (COSEWIC), e seu habitat na Colúmbia Britânica limita-se ao baixo Vale Fraser [en]. Seu habitat disponível continua a se degradar como resultado da atividade econômica na área; com poucas chances de reversão da tendência, eles são raros nessa parte do Canadá. A COSEWIC designou o musaranho-do-pântano como “Ameaçado” de abril de 1994 a maio de 2000, atualizando seu status em abril de 2006 para “Em perigo”. De acordo com a IUCN, o musaranho-do-pântano é uma espécie "pouco preocupante” em termos de conservação. Embora o musaranho seja considerado um mamífero raro e seus números estejam em declínio, não há estimativas populacionais no momento e sua taxa de declínio não é considerada rápida o suficiente para justificar sua colocação em uma categoria mais ameaçada. O habitat adequado em áreas úmidas está em declínio, principalmente devido à urbanização e à conversão do habitat para a agricultura, e espera-se que haja áreas de habitat protegido na ampla área geográfica do musaranho.